# Osvaldo Paulo João Diniz
Manucho Diniz, właśc. Osvaldo Paulo João Diniz (ur. 4 czerwca 1986) – piłkarz angolski grający na pozycji pomocnika. Jest wychowankiem klubu Primeiro de Agosto.

## Kariera klubowa
Swoją karierę piłkarską Diniz rozpoczął w klubie Primeiro de Agosto ze stolicy kraju, Luandy. W 2006 roku zadebiutował w nim w pierwszej lidze angolskiej. W debiutanckim sezonie wywalczył z nim debiut - mistrzostwo i Puchar Angoli. Krajowy puchar zdobył również w 2009 roku.

## Kariera reprezentacyjna
W reprezentacji Angoli Diniz zadebiutował w 2012 roku. W 2013 roku został powołany do kadry na Puchar Narodów Afryki 2013.